# سر الهوى (مسلسل)
سر الهوى هو مسلسل كويتي من تأليف إيمان سلطان وإخراج محمد دحام الشمري ويعرض في (1 رمضان 1434 هـ - 10 يوليو 2013).

## قصة المسلسل
تتناول قصة حب مصممة حفلات تقع في غرام أحد زملائها في الجامعة إلا أن الأقدار تحول بين ارتباطهما... تتوالى الأحداث في أكثر من خط درامي متناولة قضايا الشبابا والعلاقات الإنسانية والحب وكشف الشمري عن ان «في المسلسل جريمة تتكشف خيوطها في نهايته، والأحداث تدور في الزمنين الحالي والسابق، أما طيف فقالت عن دورها «أجسد دور أم أحمد طيبة القلب و«أمشي» على النية .. وأسيل عمران بنت أخي أحبها كثيرا، وسأصدم بها بسبب شرورها، ونيتها غير الصافية، على الرغم من أنني كنت أتمناها زوجة لابني، مع أنه يحب بنتا أخرى، وهنا تحدث المشاكل». ويكتمل المسلسل بوجود الاكشن فيها ..

## طاقم العمل
1. زهرة الخرجي.
2. عبد الرحمن العقل.
3. عبد الإمام عبد الله.
4. طيف.
5. أحمد الهزيم.
6. شجون الهاجري.
7. فاطمة الصفي.
8. عبد الله التركماني.
9. فهد البناي.
10. فهد باسم.
11. غرور
12. ليلى عبد الله.
13. محمد صفر.
14. أسيل عمران.
15. زينب غازي.
16. أمل محمد.